# جلیسه
جَلیسه یکی از روستاهای کُردنشین دراستان گیلان از توابع دهستان پیرکوه بخش دیلمان شهرستان سیاهکل است. موقعیت جغرافیایی آن کوهستانی و هوای آن سردسیری است. آب آن از چشمه و رود محلی و محصول آن غلات، بنشن، گردو، پشم، لبنیات و عسل و شغل اهالی زراعت  است.

## جمعیت
این روستا در دهستان پیرکوه قرار دارد و براساس سرشماری مرکز آمار ایران در سال ۱۳۸۵، جمعیت آن ۶۵۹ نفر (۱۷۱خانوار) بوده‌است.

## زبان و قومیت
قالب ساکنین جلیسه به زبان کُردی و زبان گیلکی صحبت میکنند. ایشان از کُردهای کُرمانج عمارلو‌ می باشند.

## بناهای تاریخی
بقعه تورار در حد و مرز اراضی شمال شرقی کلیشم و روستای جلیسه قرار گرفته‌است. پلان بنا به صورت مربع و هر کدام از ضلع‌های آن برابر با ۱۰ متر است. طاق هلالی و طاق نماهای زیادی در بیرون بنا مشاهده می‌شود، سقف این بنا به شکل گنبد مدور و دو پوشه و ارتفاع بنا از راس گنبد تا کف هشت متر است و از مصالح آجر، گچ و ملات ساروج در ساخت آن به کار رفته‌است.
اکنون ۸۰ درصد از عملیات مرمتی در این بقعه انجام شده‌است و با توجه به قرار گرفتن آن در منطقه کوهستانی ادامه عملیات مرمتی به آینده موکول شده‌است.